# GEDCOM
GEDCOM (от англ. Genealogical Data Communications) — специфікація для обміну генеалогічними даними між різними генеалогічними програмами. GEDCOM був розроблений Церквою Ісуса Христа Святих останніх днів для допомоги у генеалогічних дослідженнях. Більшість сучасних генеалогічних комп’ютерних програм підтримує імпорт/експорт даних у форматі GEDCOM.

## Модель GEDCOM
GEDCOM використовує модель даних „lineage-linked“. В основі цієї моделі ядром є сім’я чи особа.

### Приклад
Нижче знаходиться приклад файлу GEDCOM. Перший стовпець позначає рівень вкладеності.
Заголовок (HEAD) включає вихідну програму та версію (Reunion, V8.0), версію GEDCOM (5.5) і кодування символів (MACINTOSH).
Особисті записи (INDI) визначають персон Bob Cox(ID 1—@I1@), Joann Para (ID 2) та Bobby Jo Cox (ID 3).
Запис сім’ї (FAM) посилається на чоловіка (HUSB), дружину(WIFE) та дитину (CHIL) за їхніми ID-номерами.

## Версії
Поточна версія специфікації GEDCOM 5.5 була випущена 12 січня 1996 року. Подальший проєкт специфікації GEDCOM 5.5.1 був випущений у 1999 році, представляючи дев’ять нових міток, у тому числі WWW, EMAIL та FACT, і як кодування символів був затверджений UTF-8. Цей проєкт не був офіційно затверджений, але його положення були прийняті у багатьох програмах з генеалогії.
6 грудня 2002 бета-версію GEDCOM 6.0 випустили для розробників, щоб вони вивчили та почали її впроваджувати у своїх програмах. GEDCOM 6.0 повинен був бути першою версією, у якій для зберігання даних використовується формат XML та кодування Юнікод.

### Специфікації
- Специфікація формату GEDCOM 5.5 [Архівовано 4 листопада 2005 у Wayback Machine.](англ.)
- Попередня специфікація GEDCOM XML 6.0(англ.)

### Огляди
- Огляд GEDCOM та його використання [Архівовано 3 квітня 2005 у Wayback Machine.](англ.) на Енциклопедії генеалогії
- Cyndi’s List — GEDCOM [Архівовано 10 червня 2020 у Wayback Machine.](англ.)
- Відображення GEDCOM у XML(англ.)
- GEDCOM TestBook Project(англ.)
- Модель генеалогічних даних GENTECH(англ.)
- Перевіряльник коректності записів GEDCOM 5.5(англ.)